# Chorizopes
Chorizopes es un género de arañas araneomorfas de la familia Araneidae. Se encuentra en  Asia y Madagascar.

## Lista de especies
Según The World Spider Catalog 12.0:
- Chorizopes anjanes Tikader, 1965
- Chorizopes antongilensis Emerit, 1997
- Chorizopes bengalensis Tikader, 1975
- Chorizopes calciope (Simon, 1895)
- Chorizopes congener O. Pickard-Cambridge, 1885
- Chorizopes dicavus Yin, Wang, Xie & Peng, 1990
- Chorizopes frontalis O. Pickard-Cambridge, 1870
- Chorizopes goosus Yin, Wang, Xie & Peng, 1990
- Chorizopes kastoni Gajbe & Gajbe, 2004
- Chorizopes khandaricus Gajbe, 2005
- Chorizopes khanjanes Tikader, 1965
- Chorizopes khedaensis Reddy & Patel, 1993
- Chorizopes madagascariensis Emerit, 1997
- Chorizopes mucronatus Simon, 1895
- Chorizopes nipponicus Yaginuma, 1963
- Chorizopes orientalis Simon, 1909
- Chorizopes pateli Reddy & Patel, 1993
- Chorizopes shimenensis Yin & Peng, 1994
- Chorizopes stoliczkae O. Pickard-Cambridge, 1885
- Chorizopes tikaderi Sadana & Kaur, 1974
- Chorizopes trimamillatus Schenkel, 1963
- Chorizopes tumens Yin, Wang, Xie & Peng, 1990
- Chorizopes wulingensis Yin, Wang & Xie, 1994
- Chorizopes zepherus Zhu & Song, 1994